# Lepidagathis alopecuroidea
Espèce
Lepidagathis alopecuroides (Vahl) R. Brown Ex Griseb. est une espèce de plantes à fleurs de la famille des Acanthaceae et du genre Lepidagathis, présente en Afrique tropicale. 